# 서울 시청역 교차로 차량 돌진 사고
서울 시청역 교차로 차량 돌진 사고는 2024년 7월 1일 21시 27분 경 서울특별시 중구 시청역 12번 출구 인근 교차로에서 검은색 제네시스 승용차가 갑작스럽게 인도로 돌진하여 일어난 대형 교통사고이다.

## 경과
- 2024년 7월 1일
  - 21시 27분 사고 발생
  - 21시 28분 112 신고접수[3]

## 급발진 논란

### 긍정설
차량 운전자는 급발진을 주장했다. 조수석에 동석한 아내도 급발진을 주장했다. 사고차량인 제네시스 G80은 아내 소유로 알려졌다. 아내의 오빠가 웨스틴조선호텔에서 칠순잔치를 했다.
40년 넘게 버스와 트레일러 기사로 알려진 운전자 A 씨(68)는 오늘(2일) "100% 급발진"이라고 조선일보를 통해 주장했다. 그는 "브레이크를 계속 밟았으나, 차량이 말을 듣지 않았다"면서 "1974년에 면허를 취득한 '베테랑' 운전수"라고 말했다.
아내 B 씨는 "차가 갑자기 급발진하며 역주행이 일어났다"면서 "남편은 음주하지 않았다. 사고 직후 경찰이 바로 측정했다"고 동아일보를 통해 당시 상황을 설명했다.
2002년 한국 9번째 자동차 정비 명장으로 선정된 박병일 박앤장기술로펌차량기술연구소 대표는 “사고 크기와 상태, 충격의 정도를 보면 급발진의 가능성이 꽤 높다”고 분석했다. 박 대표는 “급발진해 분당 회전수(RPM)가 급상승하면 브레이크를 밟아도 차량이 밀린다”며 “요즘 차량에 쓰이는 전자식 브레이크는 기계식처럼 작동하는 게 아니라 전자적 결함이 발생하면 브레이크가 강하게 듣지 않는 경향이 있다”고 했다.
2022년 강릉 급발진 의심사고의 운전자 측 변호를 맡고 있는 하종선 법률사무소 나루 변호사는 "급발진은 차량 소프트웨어 결함으로 발생하는 것"이라며 "이에 차량엔 소프트웨어 결함을 방지하기 위해 정기적으로 '리셋'(reset) 하도록 구성돼 있다"고 말했다. 이어 "사고 차량이 충돌 이후 충격으로 소프트웨어가 리셋되면서 다시 제동장치가 제대로 작동했을 가능성도 있다"고 말했다.
형사재판의 경우 피고가 차량결함으로 인한 급발진을 입증하는 것이 아니라 검사가 피고인 운전자의 과실을 입증해야 하기 때문에 운전자가 무죄판결(의정부지법 2020노736 판결, 제주지법 2022노1162 판결 등)을 받는 사례가 종종 나온다. 국내에서 급발진 사고와 관련하여 피고인 운전자가 대법원에서 무죄 판결을 받은 사례로 2005년 랜드로바 급발진 사건 판례(대법원 2008. 6. 12. 선고 2007도5389 판결)가 있다. 대법원은 "가해차량 자체에서 발생한 피고인이 통제할 수 없는 어떤 불가항력적인 상황에 의해 위와 같이 상상하기 어려운 속력의 역주행이 일어났을 가능성이 있는 것으로 합리적인 의심을 할 여지가 있다고 볼 수 있는 여러 정황들이 확인되고 있는바,"라면서 운전자의 업무상 과실이 있다는 점에 대하여 증명이 부족하다는 이유로 1,2심과 마찬가지로 무죄 판결을 내렸다.
다만, 민사재판의 경우 2024년 10월 현재까지 2심에서 급발진을 인정받은 경우는 있으나 대법원에서 급발진을 인정하는 확정판결을 받은 경우는 없다. 한국에서 급발진이 인정된 판례는 4건뿐이고, 이마저도 모두 상급심에서 뒤집혔다. 급발진 문제로 차량 업체가 손해를 배상한 사례는 전무한 셈이다.

### 부정설
한국교통안전공단 자료에 따르면 2010년부터 2024년 3월까지 국내 급발진 의심 차량 신고는 총 791건으로 나타났다. 이중 급발진으로 인정된 사례는 단 한 건도 없었다.
국내에서 발생한 차량 급발진 의심 사고의 80%는 운전자에 의한 페달 오작동인 것으로 알려졌다.
현행 제조물책임법 3조의2(결함 등의 추정)에 따라, 급발진의 입증책임은 제조사에 있지 않고 운전자에게 있다.
운전자의 발을 촬영하여 급발진을 증명해주는 풋브레이크 블랙박스가 시판중이다. 그러나 사고차량은 풋브레이크 블랙박스가 설치되었다는 보도는 없었다.
교통사고 전문가 한문철 변호사는 “급발진 여부를 판단하려면 블랙박스의 오디오 부분이 가장 중요하다”며 “그래야 운전자가 브레이크가 듣지 않아 당황하는 부분을 판단할 수 있다”고 말했다.
운전자의 발조작, 음성이 모두 녹화되는 블랙박스가 있어야, 운전자가 급발진을 입증할 수 있다. 이번 사건에서는 그런 "급발진 블랙박스"가 장착되었다는 보도는 없었다.
경찰 관계자는 "차씨 차량의 EDR(사고 기록 장치)에 남은 전자 기록을 토대로 볼 때, 사고 직전 가속페달을 90% 이상 강도로 밟은 것으로 보인다"고 말했다.

### 사고기록장치의 신뢰성
한문철 변호사는 자동차의 사고 전후 일정 시간 동안 자동차의 운행 정보를 저장하고 저장된 정보를 확인할 수 있는 장치인 사고기록장치(EDR, Event Data Recorder)도 급발진 여부 판단에 도움이 되지 않는다고 말했다. “2022년 강릉 급발진 의심사고에서도 EDR 기록과 실제 실험의 차이가 많았다”며 “(EDR은) 당시 상황을 기록할 뿐 운전자의 행태를 알 수는 없다”고 강조했다.

## 같이 보기
- 대한민국의 교통 사고
- 급발진